# Sistema APG II
O Sistema de classificação APG II, sucessor do Sistema APG de 1998, foi um sistema para a classificação das angiospermas – segundo critérios filogenéticos -, publicado em 2003 por um vasto grupo de pesquisadores que se autodenominou "APG II" (do inglês Angiosperm Phylogeny Group, Grupo para a Filogenia das Angiospermas).
Este sistema de classificação das angiospermas é marcadamente diferente dos anteriores, "tradicionais" e baseados em critérios morfológicos. O sistema ainda está em pleno desenvolvimento e evolução, sendo revisado constantemente, pois muitos nodos da filogenia são de conhecimento muito recente (por exemplo, que Amborella é uma angiosperma basal) e outros não apresentam ainda um posicionamento cladístico concreto.
Como particularidade, este sistema só engloba categorias taxonômicas desde as espécies até as ordens, e não caracteriza táxons acima da ordem. Os grupos considerados "categoricamente superiores" são denominados com nomes "informais" (não sujeitos ao Código Internacional de Nomenclatura Botânica), sendo mais apropriado denominá-los de clados em vez de "taxons".
Os grupos principais de clados (não táxons) são os seguintes:
- angiospermas:
magnoliídeas
monocotiledôneas
commelinídeas
eudicotiledôneas
Núcleo eudicotiledôneas
rosídeas
eurosídeas I
eurosídeas II
asterídeas
euasterídeas I
euasterídeas II

## Resumo
O sistema APG II é uma versão atualizada do sistema APG de 1998, atualização motividada pelos avanços ocorridos em 5 anos no conhecimento sobre a filogenia das angiospermas. Isto provocou várias mudanças na circunscrição familiar e na classificação, inclusive com a adição de algumas novas ordens.
Em geral, o APG adotou uma aproximação conservadora e propôs somente mudanças no sistema APG 1998 quando havia uma evidência substancial que suportasse uma revisão da classificação. Assim:
- Se reconheceu cinco ordens adicionais: Austrobaileyales, Canellales, Celastrales, Crossosomatales e Gunnerales. Estes representam grupos monofiléticos bem sustentados de famílias não classificadas numa ordem no sistema APG'98.

- A circunscrição das ordens da APG somente foram mudadas para adicionar um número de famílias não classificadas numa ordem na APG’98, ou foram elevados para incluir grupos irmãos.

- Nenhuma ordem da APG foi fundida ou fracionada, e nenhuma família foi transferida de uma ordem para outra. Exceto a família Oncothecaceae, que foi movida da ordem Garryales para euasterídeas I sem atribuir a uma ordem.

- O sistema APG II mostra um melhor conhecimento das inter-relações entre as ordens e algumas das famílias não classificadas do que o sistema APG I, entretanto são incertas as relações entre as ordens maiores de monocotiledôneas e eudicotiledôneas nucleares, e parcialmente entre as ordens de rosídeas e asterídeas.

- Na categoria família, várias foram “sinonimializadas” ou recircunscritas (especialmente famílias das ordens Asparagales, Malpighiales e Lamiales), porém somente quando foi necessário para preservar a monofilia e evitar redundâncias taxonômicas. Poucas famílias, segundo os conhecimentos disponíveis sobre as relações entre gêneros, as sinonímias foram restabelecidas. Em alguns casos, as famílias são listadas entre colchetes, indicando a possibilidade de alternar as circunscrições.

*=família nova (mudada após a classificação APG); 
=ordem nova (mudada após a classificação APG); 
§=circunscrição nova
As famílias em "[...]" são alternativas aceitáveis e monofiléticas. Podem ser utilizadas, opcionalmente, em lugar da definição lato sensu preferida aqui.

## CladoAngiospermas

### Angiospermas basais

#### Grado ANITA
- ordem Amborellales
família Amborellaceae Pichon (1948)

- ordem Nymphaeales
família Nymphaeaceae Salisb. (1805)
[+ família Cabombaceae Rich. ex. A.Rich. (1822)]

- ordem Austrobaileyales Takht. ex. Reveal (1992)
família $Schisandraceae Blume (1830)
[+ família Illiciaceae A.C.Sm. (1947)]
família Trimeniaceae L.S.Gibbs (1917)
família Austrobaileyaceae (Croizat) Croizat (1943)

#### CladoMagnoliídeas
- ordem Canellales Cronquist (1957)
família Canellaceae Mart. (1832)
família Winteraceae R.Br. ex Lindl. (1830)

- ordem Laurales Perleb (1826)
família Atherospermataceae R.Br. (1814)
família Calycanthaceae Lindl. (1819)
família Gomortegaceae Reiche (1896)
família Hernandiaceae Bercht. & J.Presl (1820)
família Lauraceae Juss. (1789)
família Monimiaceae Juss. (1809)
família Siparunaceae (A.DC.) Schodde 1970

- ordem Magnoliales Bromhead (1838)
família Annonaceae Juss. (1789)
família Degeneriaceae I.W.Bailey & A.C.Sm. (1942)
família Eupomatiaceae Endl. (1841)
família Himantandraceae Diels (1917)
família Magnoliaceae Juss. (1789)
família Myristicaceae R.Br. (1810)

- ordem Piperales Dumort. (1829)
família Aristolochiaceae Juss. (1789)
família *Hydnoraceae C.Agardh (1821)
família Lactoridaceae Engl. (1888)
família Piperaceae Bercht. & J.Presl (1820)
família Saururaceae Martynov (1820)

#### Ordens adicionais de angiospermas basais
- ordem Chloranthales
família Chloranthaceae R.Br. ex. Sims (1820)

- ordem Ceratophyllales Bisch. (1839)
família Ceratophyllaceae Gray (1821

### Monocotiledôneas

#### Monocotiledóneas basais
- ordem Petrosaviales
família $Petrosaviaceae Hutch. (1934)
- ordem Acorales Reveal (1996)
família Acoraceae Martynov (1820)
- ordem Alismatales Dumort. (1829)
família Alismataceae Vent. (1799)
família Aponogetonaceae J.Agardh (1858)
família Araceae Juss. (1789)
família Butomaceae Mirb. (1804)
família Cymodoceaceae N.Taylor (1909)
família Hydrocharitaceae Juss. (1789)
família Juncaginaceae Rich. (1808)
família Limnocharitaceae Takht. ex Cronquist (1981)
família Posidoniaceae Hutch. (1934)
família Potamogetonaceae Rchb. (1828)
família Ruppiaceae Horan. (1834)
família Scheuchzeriaceae F.Rudolphi (1830)
família Tofieldiaceae Takht. (1995)
família Zosteraceae Dumort. (1829)
- ordem Asparagales Bromhead (1838)
família $Alliaceae Batsch ex. Borkh. (1797)
[+ família Agapanthaceae F.Voigt (1850)]
[+ família Amaryllidaceae J.St.-Hil. (1805)]
família $Asparagaceae Juss. (1789)
[+ família Agavaceae Dumort. (1829)]
[+ família Aphyllanthaceae Burnett (1835)]
[+ família Hesperocallidaceae Traub (1972)]
[+ família Hyacinthaceae Batsch ex. Borkh. (1797)]
[+ família Laxmanniaceae Bubani (1901)]
[+ família Ruscaceae Spreng. (1826)]
[+ família Themidaceae Salisb. (1866)]
família Asteliaceae Dumort. (1829)
família Blandfordiaceae R.Dahlgren & Clifford (1985)
família Boryaceae (Baker) M.W.Chase, Rudall & Conran (1997)
família Doryanthaceae R.Dahlgren & Clifford (1985)
família Hypoxidaceae R.Br. (1814)
família Iridaceae Juss. (1789)
família Ixioliriaceae Nakai (1943)
família Lanariaceae H.Huber ex R.Dahlgren & A.E. van Wyk (1988)
família Orchidaceae Juss. (1789)
família Tecophilaeaceae Leyb. (1862)
família $Xanthorrhoeaceae Dumort. (1829)
[+ família Asphodelaceae Juss. (1789)]
[+ família Hemerocallidaceae R.Br. (1810)]
família Xeronemataceae M.W.Chase, Rudall & M.F.Fay (2001)
- ordem Dioscoreales Hook.f. (1873)
família $Burmanniaceae Blume (1827)
família $Dioscoreaceae R.Br. (1810)
família Nartheciaceae Fr. ex Bjurzon (1846)
- ordem Liliales Perleb (1826)
família Alstroemeriaceae Dumort. (1829)
família Campynemataceae Dumort. (1829)
família Colchicaceae DC. (1804), nom.cons.
família *Corsiaceae Becc. (1878)
família Liliaceae Juss. (1789)
família Luzuriagaceae Lotsy (1911)
família Melanthiaceae Batsch ex Borkh. (1796)
família Philesiaceae Dumort. (1829)
família Rhipogonaceae Conran & Clifford (1985)
família Smilacaceae Vent. (1799)
- ordem Pandanales Lindl. (1833)
família Cyclanthaceae Poit. ex A.Rich. (1824)
família Pandanaceae R.Br. (1810)
família Stemonaceae Caruel (1878)
família *Triuridaceae Gardner (1843)
família Velloziaceae Hook. (1827)

#### Clado Commelinídeas
- família Dasypogonaceae Dumort. (1829)
- ordem Arecales Bromhead (1840)
família Arecaceae Schultz Sch. (1832)
- ordem Commelinales Dumort. (1829)
família Commelinaceae Mirb. (1804)
família Haemodoraceae R.Br. (1810)
família *Hanguanaceae Airy Shaw (1964)
família Philydraceae Link (1821)
família Pontederiaceae Kunth (1816)
- ordem Poales Small (1903)
família Anarthriaceae D.F.Cutler & Airy Shaw (1965)
família *Bromeliaceae Juss. (1789)
família Centrolepidaceae Endl. (1836)
família Cyperaceae Juss. (1789)
família Ecdeiocoleaceae D.F.Cutler & Airy Shaw (1965)
família Eriocaulaceae Martynov (1820)
família Flagellariaceae Dumort. (1829)
família Hydatellaceae U.Hamann (1976)
família Joinvilleaceae Toml. & A.C. Sm. (1970)
família Juncaceae Juss. (1789)
família *Mayacaceae Kunth (1842)
família Poaceae (R.Br.)Barnh.1895
família *Rapateaceae Dumort. (1829)
família Restionaceae R.Br. (1810)
família Sparganiaceae Hanin (1811)
família $Thurniaceae Engl. (1907)
família Typhaceae Juss. (1789)
família $Xyridaceae C.Agardh (1823)
- ordem Zingiberales Griseb. (1854)
família Cannaceae Juss. (1789)
família Costaceae Nakai (1941)
família Heliconiaceae Nakai (1941)
família Lowiaceae Ridl. (1924)
família Marantaceae R.Br. (1814)
família Musaceae Juss. (1789)
família Strelitziaceae Hutch. (1934)
família Zingiberaceae Martynov (1820)

## Eudicotiledôneas(compólentricolpado)

### Ordens e Famílias
- família $Buxaceae Dumort. (1822)
[+ família Didymelaceae Leandri (1937)]
família Sabiaceae Blume (1851)
família Trochodendraceae Eichler (1865)
[+ família Tetracentraceae A.C.Sm. (1945)]
- order Proteales Dumort. (1829)
família Nelumbonaceae Bercht. & J.Presl (1820)
família $Proteaceae Juss. (1789)
[+ família Platanaceae T.Lestib. (1826)]
- ordem Ranunculales Dumort. (1829)
família Berberidaceae Juss. (1789)
família Circaeasteraceae Hutch. (1926)
[+ família Kingdoniaceae A.S.Foster ex Airy Shaw (1964)]
família Eupteleaceae K.Wilh. (1910)
família Lardizabalaceae R.Br. (1821)
família Menispermaceae Juss. (1789)
família Papaveraceae Juss. (1789)
[+ família Fumariaceae Bercht. & J.Presl (1820)]
[+ família Pteridophyllaceae (Murb.)Nakai ex Reveal & Hoogland (1991)]
família Ranunculaceae Juss. (1789)

### Eudicotiledôneas Núcleo
São dicotiledôneas com flores tetracíclicas (em geral: 4-5 sépalas, 4-5 pétalas, 4-10 estames, 2-5 carpelos)
- família Aextoxicaceae Engl. & Gilg (1920)
família Berberidopsidaceae Takht. (1985)
família Dilleniaceae Salisb. (1807)
- ordem Gunnerales Takht. ex Reveal (1992)
família $Gunneraceae Meisn. (1842)
[+ família Myrothamnaceae Nied. (1891)]
- ordem Caryophyllales Perleb (1826)
família Achatocarpaceae Heimerl. (1934)
família Aizoaceae Martynov (1820)
família Amaranthaceae Juss. (1789)
família Ancistrocladaceae Planch. ex Walp. (1851)
família Asteropeiaceae (Szyszyl.) Takht. ex Reveal & Hoogland (1990)
família *Barbeuiaceae Nakai (1942)
família Basellaceae Raf. (1837)
família Cactaceae Juss. (1789)
família Caryophyllaceae Juss. (1789)
família Didiereaceae Radlk. (1896)
família Dioncophyllaceae Airy Shaw (1952)
família Droseraceae Salisb. (1808)
família Drosophyllaceae Chrtek, Slavíková & Studnicka (1989)
família Frankeniaceae Desv. (1817)
família *Gisekiaceae Nakai (1942)
família Halophytaceae A.Soriano (1984)
família Molluginaceae Bartl. (1825)
família Nepenthaceae Bercht.&J.Presl (1820)
família Nyctaginaceae Juss. (1789)
família Physenaceae Takht. (1985)
família Phytolaccaceae R.Br. (1818)
família Plumbaginaceae Juss. (1789)
família Polygonaceae Juss. (1789)
família Portulacaceae Juss. (1789)
família Rhabdodendraceae Prance (1968)
família Sarcobataceae Behnke (1997)
família Simmondsiaceae Tiegh. (1899)
família Stegnospermataceae Nakai (1942)
família Tamaricaceae Bercht. & J.Presl (1820)
- ordem Santalales Dumort. (1829)
família Olacaceae R.Br. (1818)
família Opiliaceae Valeton (1886)
família Loranthaceae Juss. (1808)
família Misodendraceae J.Agardh (1858)
família Santalaceae R.Br. (1810)
- ordem Saxifragales Dumort. (1829)
família Altingiaceae Horan. (1843)
família Aphanopetalaceae Doweld (2001)
família Cercidiphyllaceae Engl. (1907)
família Crassulaceae J.St.-Hil. (1805)
família Daphniphyllaceae Müll.-Arg. (1869)
família Grossulariaceae DC. (1805)
família $Haloragaceae R.Br. (1814)
[+ família Penthoraceae Rydb. ex Britt. (1901)]
[+ família Tetracarpaeaceae Nakai (1943)]
família Hamamelidaceae R.Br. (1818)
família $Iteaceae J.Agardh (1858)
[+ família Pterostemonaceae Small (1905)]
família Paeoniaceae Raf. (1815)
família Saxifragaceae Juss. (1789)

#### Rosídeas

##### Ordens e Famílias
- família Aphloiaceae Takht. (1985)
família *Geissolomataceae Endl. (1841)
família Ixerbaceae Griseb. (1854)
família Picramniaceae Fernando & Quinn (1995)
família *Strasburgeriaceae Soler. (1908)
família *Vitaceae Juss. (1789)
- ordem Crossosomatales Takht. ex. Reveal (1993)
família Crossosomataceae Engl. (1897)
família Stachyuraceae J.Agardh (1858)
família Staphyleaceae Martynov (1820)
- ordem Geraniales Dumort. (1829)
família Geraniaceae Juss. (1789)
[+ família Hypseocharitaceae Wedd. (1861)]
família Ledocarpaceae Meyen (1834)
família $Melianthaceae Bercht. & J.Presl (1820)
[+ família Francoaceae A.Juss. (1832)]
família Vivianiaceae Klotzsch (1836)
- ordem Myrtales Rchb. (1828)
família Alzateaceae S.A.Graham (1985)
família Combretaceae R.Br. (1810)
família Crypteroniaceae A.DC. (1868)
família Heteropyxidaceae Engl. & Gilg (1920)
família Lythraceae J.St.-Hil. (1805)
família $Melastomataceae Juss. (1789)
[+ família Memecylaceae DC. (1827)]
família Myrtaceae Juss. (1789)
família Oliniaceae Arn. (1839)
família Onagraceae Juss. (1789)
família Penaeaceae Sweet ex. Guill. (1828)
família Psiloxylaceae Croizat (1960)
família Rhynchocalycaceae L.A.S.Johnson & B.G.Briggs (1985)
família Vochysiaceae A.St.-Hil. (1820)

##### Eurosídeas I
- família §*Zygophyllaceae R.Br. (1814)
[+ família Krameriaceae Dumort. (1829)]
família Huaceae A.Chev. (1947)
- ordem Celastrales Baskerville (1839)
família $Celastraceae R.Br. (1814)
família Lepidobotryaceae J.Léonard (1950)
família Parnassiaceae Martynov (1820)
[+ família Lepuropetalaceae Nakai (1943)]
- ordem Cucurbitales Dumort. (1829)
família Anisophylleaceae Ridl. (1922)
família Begoniaceae Bercht. & J.Presl (1820)
família Coriariaceae DC. (1824)
família Corynocarpaceae Engl. (1897)
família Cucurbitaceae Juss. (1789)
família Datiscaceae Bercht. & J.Presl (1820)
família Tetramelaceae Airy Shaw (1964)
- ordem Fabales Bromhead (1838)
família Fabaceae Lindl. (1836)
família Polygalaceae Hoffmanns. & Link (1809)
família Quillajaceae D.Don (1831)
família Surianaceae Arn. (1834)
- ordem Fagales Engl. (1892)
família Betulaceae Gray (1821)
família Casuarinaceae R.Br. (1814)
família Fagaceae Dumort. (1829)
família $Juglandaceae DC. ex. Perleb (1818)
[+ família Rhoipteleaceae Hand.-Mazz. (1932)]
família Myricaceae A.Rich. ex. Kunth (1817)
família Nothofagaceae Kuprian. (1962)
família Ticodendraceae Gómez-Laur. & L.D.Gómez (1991)
- ordem Malpighiales Mart. (1835)
família $Achariaceae Harms (1897)
família Balanopaceae Benth. & Hook.f. (1880)
família *Bonnetiaceae (Bartl.) L. Beauv. ex. Nakai (1948)
família Caryocaraceae Voigt (1845)
família $Chrysobalanaceae R.Br. (1818)
[+ família Dichapetalaceae Baill. (1886)]
[+ família Euphroniaceae Marc.-Berti (1989)]
[+ família Trigoniaceae Endl. (1841)]
família $Clusiaceae Lindl. (1836)
família *Ctenolophonaceae (H.Winkl.) Exell & Mendonça (1951)
família *Elatinaceae Dumort. (1829)
família $Euphorbiaceae Juss. (1789)
família Goupiaceae Miers (1862)
família Humiriaceae A.Juss. (1829)
família $Hypericaceae Juss. (1789)
família Irvingiaceae (Engl.) Exell & Mendonça (1951)
família *Ixonanthaceae Planch. ex. Miq. (1858)
família Lacistemataceae Mart. (1826)
família $Linaceae DC. ex. Perleb (1818)
família *Lophopyxidaceae (Engl.) H.Pfeiff. (1951)
família Malpighiaceae Juss. (1789)
família $Ochnaceae DC. (1811)
[+ família Medusagynaceae Engl. & Gilg (1924)]
[+ família Quiinaceae Choisy ex Engl. (1888)]
família Pandaceae Engl. & Gilg (1912-13)
família §Passifloraceae Juss. ex Roussel (1806)
[+ família Malesherbiaceae D.Don (1827)]
[+ família Turneraceae Kunth ex DC. (1828)]
família *Peridiscaceae Kuhlm. (1950)
família $Phyllanthaceae Martynov (1820)
família $Picrodendraceae Small (1917)
família*Podostemaceae Rich. ex. C. Agardh (1822)
família Putranjivaceae Endl. (1841)
família $Rhizophoraceae Pers. (1807)
[+ família Erythroxylaceae Kunth (1822)]
família $Salicaceae Mirb. (1815)
família Violaceae Batsch (1802)
- ordem Oxalidales Heintze (1927)
família $Brunelliaceae Engl. (1897)
família Cephalotaceae Dumort. (1829)
família Connaraceae R.Br. (1818)
família Cunoniaceae R.Br. (1814)
família $Elaeocarpaceae Juss. ex. DC. (1816)
família Oxalidaceae R.Br. (1818)
- ordem Rosales Perleb (1826)
família Barbeyaceae Rendle (1916)
família $Cannabaceae Martynov (1820)
família Dirachmaceae Hutch. (1959)
família Elaeagnaceae Juss. (1789)
família Moraceae Link (1831)
família Rhamnaceae Juss. (1789)
família Rosaceae Juss. (1789)
família Ulmaceae Mirb. (1815)
família $Urticaceae Juss. (1789)

##### Eurosídeas II
- família Tapisciaceae (Pax) Takht. (1987)
- ordem Brassicales Bromhead (1838)
família Akaniaceae Stapf (1912)
[+ família Bretschneideraceae Engl. & Gilg (1924)]
família Bataceae Perleb. (1838)
família Brassicaceae Burnett (1835)
família Caricaceae Dumort. (1829)
família Emblingiaceae Airy Shaw (1964)
família Gyrostemonaceae Endl. (1841)
família Koeberliniaceae Engl. (1895)
família Limnanthaceae R.Br. (1833)
família Moringaceae Martynov (1820)
família Pentadiplandraceae Hutch. & Dalziel (1928)
família Resedaceae Bercht. & J.Presl (1820)
família Salvadoraceae Lindl. (1836)
família Setchellanthaceae Iltis (1999)
família Tovariaceae Pax (1891)
família Tropaeolaceae Bercht. & J.Presl (1820)
- ordem Malvales Dumort. (1829)
família $Bixaceae Kunth (1822)
[+ família Diegodendraceae Capuron (1964)]
[+ família Cochlospermaceae Planch. (1847)]
família Cistaceae Juss. (1789), nom.cons.
família Dipterocarpaceae Blume (1825)
família Malvaceae Juss. (1789)
família Muntingiaceae C.Bayer, M.W.Chase & M.F.Fay (1998)
família Neuradaceae Link (1831)
família Sarcolaenaceae Caruel (1881)
família Sphaerosepalaceae (Warb.) Tiegh. ex Bullock (1959)
família $Thymelaeaceae Juss. (1789)
- ordem Sapindales Dumort. (1829)
família Anacardiaceae R.Br. (1818)
família Biebersteiniaceae Endl. (1841)
família Burseraceae Kunth (1824)
família Kirkiaceae (Engl.) Takht. (1967)
família Meliaceae Juss. (1789)
família $Nitrariaceae Bercht. & J.Presl (1820)
[+ família Peganaceae (Engl.) Tieghm. ex Takht. (1987)]
[+ família Tetradiclidaceae (Engl.) Takht. (1986)]
família Rutaceae Juss. (1789)
família Sapindaceae Juss. (1789)
família Simaroubaceae DC. (1811)

#### Asterídeas

##### Ordens e Famílias
- ordem Cornales Dumort. (1829)
família Cornaceae Dumort. (1829)
[+ família Nyssaceae Juss. ex Dumort. (1829)]
família Curtisiaceae (Engl.) Takht. (1987)
família Grubbiaceae Endl. (1839)
família Hydrangeaceae Dumort. (1829)
família Hydrostachyaceae (Tul.) Engl. (1894)
família Loasaceae Juss. (1804)
- ordem Ericales Dumort. (1829)
família Actinidiaceae Gilg & Werderm. (1825)
família Balsaminaceae Bercht. & J.Presl (1820)
família Clethraceae Klotzsch (1851)
família Cyrillaceae Endl. (1841)
família Diapensiaceae Lindl. (1836)
família $Ebenaceae Gürke (1891)
família Ericaceae Juss. (1789)
família Fouquieriaceae DC. (1828)
família Lecythidaceae A.Rich. (1825)
família Maesaceae (A.DC.) Anderb., B.Ståhl & Källersjö (2000)
família Marcgraviaceae Juss. ex DC. (1816)
família $Myrsinaceae R.Br. (1810)
família Pentaphylacaceae Engl. (1897)
[+ família Ternstroemiaceae Mirb.ex.DC. (1816)]
[+ família Sladeniaceae Airy Shaw (1964)]
família Polemoniaceae Juss. (1789)
família $Primulaceae Batsch ex Borkh. (1797)
família Roridulaceae Bercht. & J.Presl (1820)
família Sapotaceae Juss. (1789), nom.cons.
família Sarraceniaceae Dumort. (1829)
família $Styracaceae DC. & Spreng. (1821)
família Symplocaceae Desf. (1820)
família $Tetrameristaceae Hutch. (1959)
[+ família Pellicieraceae (Triana & Planch.) L.Beauvis. ex Bullock (1959)]
família Theaceae Mirb. ex Ker Gawl. (1816)
família $Theophrastaceae Link (1829)

##### Euasterídeas I
- família Boraginaceae Juss. (1789)
família §*Icacinaceae (Benth.)Miers (1851)
família *Oncothecaceae Kobuski ex Airy Shaw (1964)
família Vahliaceae Dandy (1959)
- ordem Garryales Lindl. (1846)
família Eucommiaceae Engl. (1909)
família $Garryaceae Lindl. (1834)
[+ família Aucubaceae J.Agardh (1858)]
- ordem Gentianales Lindl. (1833)
família Apocynaceae Juss. (1789)
família Gelsemiaceae (G.Don) Struwe & V.Albert (1995)
família Gentianaceae Juss. (1789)
família Loganiaceae R.Br. (1814)
família Rubiaceae Juss. (1789)
- ordem Lamiales Bromhead (1838)
família $Acanthaceae Juss. (1789)
família Bignoniaceae Juss. (1789)
família Byblidaceae (Engl. & Gilg) Domin (1922)
família Calceolariaceae (D.Don) Olmstead (2001)
família *Carlemanniaceae Airy Shaw (1964)
família Gesneriaceae Rich. & Juss. ex DC. (1816)
família Lamiaceae Martynov (1820)
família Lentibulariaceae Rich. (1808)
família *Martyniaceae Horan. (1847)
família Oleaceae Hoffmanns. & Link (1809)
família Orobanchaceae Vent. (1799)
família Paulowniaceae Nakai (1949)
família Pedaliaceae R.Br. (1810)
família $Phrymaceae Schauer (1847)
família $Plantaginaceae Juss. (1789)
família *Plocospermataceae Hutch. (1973)
família Schlegeliaceae (A.H.Gentry) Reveal (1996)
família $Scrophulariaceae Juss. (1789)
família Stilbaceae Kunth (1831)
família Tetrachondraceae Wettst. (1924)
família Verbenaceae J.St.-Hil. (1805)
- ordem Solanales Dumort. (1829)
família Convolvulaceae Juss. (1789)
família Hydroleaceae Bercht. & J.Presl (1820)
família $Montiniaceae Nakai (1943)
família Solanaceae Juss. (1789)
família Sphenocleaceae (Lindl.) Baskerville (1839)

##### Euasterídeas II
- família Bruniaceae Bercht. & J.Presl (1820)
família Columelliaceae D.Don (1828)
[+ família Desfontainiaceae Endl. (1841)]
família Eremosynaceae Dandy (1959)
família Escalloniaceae R.Br. ex Dumort. (1829)
família Paracryphiaceae Airy Shaw (1964)
família Polyosmaceae Blume (1851)
família Sphenostemonaceae P.Royen & Airy Shaw (1972)
família Tribelaceae Airy Shaw (1964)
- ordem Apiales Nakai (1930)
família Apiaceae Lindl. (1836)
família Araliaceae Juss. (1789)
família Aralidiaceae Philipson & B.C.Stone (1980)
família Griseliniaceae J.R.Forst. & G.Forst. ex A.Cunn. (1839)
família Mackinlayaceae Doweld (2001)
família Melanophyllaceae Takht. ex Airy Shaw (1972)
família Myodocarpaceae Doweld (2001)
família Pennantiaceae J.Agardh (1858)
família Pittosporaceae R.Br. (1814)
família Torricelliaceae Hu 1934)
- ordem Aquifoliales Senft (1856)
família Aquifoliaceae DC. ex A.Rich. (1828)
família Aquifoliaceae DC. ex A.Rich. (1828)
*§Cardiopteridaceae Blume (1847)
família Helwingiaceae Decne. (1836)
família Phyllonomaceae Small (1905)
família $Stemonuraceae (M.Roem.) Kårehed (2001)
- ordem Asterales Lindl. (1833)
família Alseuosmiaceae Airy Shaw (1964)
família Argophyllaceae (Engl.) Takht.1987
família Asteraceae Martynov (1820)
família Calyceraceae R.Br. ex Rich. (1820)
família $Campanulaceae Juss. (1789)
[+ família Lobeliaceae Juss. ex Bonpl. (1813)]
família Goodeniaceae R.Br. (1810)
família Menyanthaceae Bercht. & J.Presl (1820)
família Pentaphragmataceae J.Agardh (1858)
família Phellinaceae (Loes.) Takht. (1967)
família $Rousseaceae DC. (1839)
família Stylidiaceae R.Br. (1810)
[+ família Donatiaceae B.Chandler (1911)]
- ordem Dipsacales Dumort. (1829)
família *Adoxaceae E.Mey. (1839)
família $Caprifoliaceae Juss. (1789)
[+ família Diervillaceae (Raf.) Pyck (1998)]
[+ família Dipsacaceae Juss. (1789)]
[+ família Linnaeaceae (Raf.) Backlund (1998)]
[+ família Morinaceae Raf. (1820)]
[+ família Valerianaceae Batsch (1802)]

## Taxa com posições incertas (Eudicotiledôneas na maior parte)
[Quand un genre est le genre type d'un nom de une famille, cette nom de famille est donné ici.]
- Aneulophus Benth.
- família Apodanthaceae van Tieghem ex Takhtajan in Takhtajan (1997) [trois genres]
- Bdallophyton Eichl.
- família Balanophoraceae Rich. (1822)
- Centroplacus Pierre
- Cynomorium L. [Cynomoriaceae Lindl. (1833)]
- Cytinus L. [Cytinaceae A.Rich. (1824)]
- Dipentodon Dunn [Dipentodontaceae Merr. (1941)]
- Gumillea Ruiz & Pav.
- Hoplestigma Pierre [Hoplestigmataceae Engl. & Gilg (1924)]
- Leptaulus Benth.
- Medusandra Brenan [Medusandraceae Brenan (1952)]
- Metteniusa H.Karst. [Metteniusaceae H.Karst. ex Schnizl. (1860-1870)]
- Mitrastema Makino [Mitrastemonaceae Makino (1911)]
- Pottingeria Prain [Pottingeriaceae (Engl.) Takht. (1987)]
- família Rafflesiaceae Dumort. (1829) [trois genres]
- Soyauxia Oliv.
- Trichostephanus Gilg

## Cladograma
O cladograma mostra as relações, mas excluí os taxa não atribuídos a uma ordem